# Фатима бинт Асад
Фатима́ бинт Асад (араб. فاطمة بنت أسد‎; ок. 555, неизв. — 626, Медина, совр. Саудовская Аравия) — жена Абу Талиба и мать Али ибн Абу Талиба.

## Происхождение
Она была дочерью Асада ибн Хашима и Фатимы бинт Кайс, следовательно она была членом рода Хашима племени курайшитов. Дед по материнской линии жены Мухаммеда Хадиджи бинт Хувайлид, Заида ибн аль-Асамм ибн Раваха был двоюродным братом матери Фатимы.

## Дети
Она вышла замуж за своего двоюродного брата, Абу Талиба ибн Абд аль-Мутталиба, и была матерью семерых его детей:
- Талиб;
- Фахита (Умм Хани);
- Акиль;
- Джумана;
- Джафар;
- Райта;
- Али[2]

Пророк Мухаммад был племянником Абу Талиба и двоюродный братом Фатимы. Осиротевший Мухаммад жил в их доме в 579 году, когда ему было восемь лет.
Фатима приняла ислам и описывается как «праведная женщина». После смерти Абу Талиба в 620 году, Фатима эмигрировала в Медину вместе с сыном Али в 622 году. Мухаммад часто посещал её в её доме.
Она умерла в 625/626 году. Согласно хадису, переданному от Анаса ибн Малика, когда Мухаммад узнал, что Фатима умерла, он пошел к ней домой, дал ей свою рубашку, чтобы завернули её в саван, и лично похоронил её на кладбище Джаннат аль-Баки в Медине.